# 米沢隆
米沢 隆（よねざわ たかし、1940年〈昭和15年〉1月28日 ‐ 2016年〈平成28年〉6月16日）は、日本の政治家。
衆議院議員（通算9期）、民社党委員長（第8代）・書記長（第7代）・政策審議会長（第5代）、新進党幹事長（第2代）・副党首、民主党副代表、民社協会会長、宮崎県議会議員（2期）等を歴任した。

## 来歴・人物
鹿児島県姶良郡福山町（霧島市）出身。ラ・サール中学校・高等学校、京都大学法学部卒業。1964年、旭化成入社。労働組合運動に参加し、全旭連（現旭化成労働組合）書記長を務める。1971年、宮崎県議会議員選挙に立候補し、初当選した。1975年に再選。
1976年、第34回衆議院議員総選挙に民社党公認で旧宮崎1区から立候補し、当選した。以後通算当選9回。1985年、塚本三郎民社党委員長の下で党政策審議会長に就任。1989年、塚本委員長がリクルート疑惑で辞任に追い込まれ、永末英一委員長の下で党書記長に昇格する。1990年、大内啓伍委員長の下でも書記長に再任された。大内の元で自公民路線を取り、自民党の小沢一郎幹事長、公明党の市川雄一書記長と連携してPKO法案成立に協力した。このことから、小沢・市川と親しくなった。
1993年、宮澤内閣不信任決議案が可決され、第40回衆議院議員総選挙により自民党が結党以来初めて下野した。同年8月、民社党も参画した細川連立政権で大内委員長が厚生大臣に就任したため、党運営は書記長の米沢が事実上取り仕切った。また与党代表者会議では新生党の小沢一郎代表幹事、公明党の市川雄一書記長に歩調を合わせ、政権運営を主導（ワン・ワン・ライス）した。1994年6月、民社党委員長に昇格。書記長に中野寛成、政策審議会長に伊藤英成を起用した。同月羽田内閣がわずか64日で総辞職に追い込まれ、自民党・日本社会党・新党さきがけ3党による村山内閣が発足。民社党を含む旧連立与党は約10ヶ月で野党に転落した。同年12月、民社党を解党し、新進党結党への参加を決断（この際、公明党の新進党への合流に反発した塚本、大内の両元委員長は離反し新進党結党に参加しなかった）。新進党党首選に立候補するが、自民党を離党した海部俊樹元首相や羽田孜前首相に敗れ、新進党副党首に就任。
1995年の新進党党首選では小沢一郎幹事長を支持し、小沢党首誕生に貢献。その後、小沢の下で新進党幹事長に就任した。翌1996年8月、第41回衆議院議員総選挙を控えた党役員人事で幹事長を退任し、副党首に昇格。しかし、総選挙に宮崎1区から新進党公認で立候補するも自民党の中山成彬に約3,000票差で敗れ、落選した（新進党は加藤六月（当時の橋本龍太郎首相の対立候補）ら一部の例外を除き重複立候補を認めていなかった）。新進党解党後、民主党に入党。2000年の第42回衆議院議員総選挙でも宮崎1区で再び中山に敗れる。しかし2002年10月、古賀一成の議員辞職（比例で得た議席を返上し補欠選挙に立候補）に伴い、比例九州ブロックで繰り上げ当選した。2003年の第43回衆議院議員総選挙でも中山に敗れたが、比例復活し9選。2004年9月、民主党副代表に就任。また、旧民社党系議員で構成される民社協会を設立し、同会会長も務めた。
2005年の第44回衆議院議員総選挙では、宮崎1区で中山に敗れ、比例復活もならず落選し、政界からの引退を表明した。引退後は民社党の有力な支持組織であったUIゼンセン同盟の政治顧問及び自身が設立した民社協会の最高顧問を務めた。
2016年6月16日に呼吸不全のため死去した。76歳没。同日付で正四位。

## 著書

### 単著
- 『青雲の志遥かなり』 宮日文化情報センター 2008年 ISBN 4286091015
- 『我、忸怩たる ―窮乏化する政治』 文芸社 2010年ISBN 4286091015

### 共編著
- 『土地問題への提言とQ&A』 菅直人、伊藤茂、坂口力 アイピーシー 1987年 ISBN 4871984443